# Cratere Lamas
Lamas  è un cratere sulla superficie di Marte.